# Gülkız Ürbül
Gülkız Ürbül, född 1901, död 1990, var en turkisk politiker.
Hon var borgmästare i Demircidere 1933. Hon var sitt lands första kvinnliga borgmästare. 